# Jacques Derrida
Jacques Derrida (El-Biar, Alžir, 15. srpnja 1930. – Pariz, Francuska, 8. listopada 2004.), francuski filozof postmodernizma, začetnik pokreta dekonstrukcije. Uz Michela Foucaulta, jedna od vodećih figura suvremene kontinentalne filozofije postmoderne u Europi.

## Životopis
Derrida je rođen 15. srpnja 1930. u El-Biaru, predgrađu alžirske prijestolnice. Nakon Drugog svjetskog rata počinje studirati filozofiju; 1949. seli u Pariz, a na prestižnu École Normale Supérieure se upisuje 1952., iz drugog pokušaja, u vrijeme kada u Francuskoj stasa iznimna generacija filozofa i mislilaca. Na studiju intenzivno uči Husserla i fenomenologiju, u to vrijeme dominantno učenje u Francuskoj. Ubrzo magistrira tezom Problem geneze u Husserlovoj filozofiji te počinje studirati Hegela, no prekida rad na doktorskoj disertaciji. Razilazi se s Foucaultom, čita Heideggera i Levinasa, a 1967. uvodi pojam dekonstrukcije, koja odmah postaje glavnom odrednicom njegovog projekta u filozofiji.  
Tijekom šezdesetih predaje na École Normale Supérieure, a od 1983. do smrti na École des hautes études en sciences sociales. Od početka 1990-ih piše o politici i religiji.
Rak gušterače dijagnosticiran mu je 2002.; umire dvije godine kasnije, 8. listopada u Parizu.  

## Filozofija

### Dekonstrukcija
Bitak je nesvodljiv na bilo kakav identitet. Valja tako napustiti i istraživanje čistog i izvornog govora, koji bi htio dohvatiti bitak u njegovoj punini. Dekonstrukciju metafizike kao prisustva bitka provodi Derrida tako da pismo dovodi u središte hermeneutičke filozofije misli. Na izvorištu govora nije riječ nego izvorno pismo (arhe-pismo). Pismo pokazuje prisustvo odsutnosti, trag! Ono je trag. Izvorni trag. Izvorni trag nije nikada trag prisutnosti nego uvijek trag odsutnosti.
Dekonstrukcija je ključni pojam njegove „avanture pogleda”, odnosno novosti njegova „obrata u načinu pitanja“ pred svakim (posebno, pak, pred svakim povijesnim) predmetom. Dekonstrukcija znači da u nekom pristupu, primjerice filozofskoj baštini, unatoč našoj težnji da pouzdano nađemo osnovnu spoznaju, moramo odustati od tog traženja puta u središte, jer smo shvatili da je u svakom pristupu u stvari neizbježno na djelu odgađanje (zatezanje, razlikovanje), tj. stalna igra smjena osvješćivanja i potiskivanja.
Dekonstrukcija u stvari znači izvući na vidjelo ono što tekst skriva, otkrivanje praznina i proturječja. Neovisno, naime, o svjesnoj namjeri i volji autora, tekst uvijek sadrži i nešto drugo, te priča svoju priču. Nema, dakle, neke unutrašnjosti teksta, jednog određujućeg značenja teksta.
Derrida pokazuje povezanost fonetskog pisma i metafizike. Pismo nije tek jednokratna objava istine, nego trajna proizvodnja značenja.
„Pismo je skrivena istina govora. Izravnost govorenja jest prikrivanje ovisnosti iskaza o sustavu razlika, uvijek već prethodećem procesu proizvodnje značenja.”

### Kritika dekonstrukcije
Tijekom 1980-ih je godina u literarnim i širim intelektualnim krugovima bavljenje (i poigravanje) dekonstrukcijama postala ultimativna moda. U kontekstu praktičnih posljedica primjene dekonstrukcije, javljaju se i ozbiljni otpori,  tako u knjizi „Higher Superstition” iz 1994. god. optužuju Gross i Levitt Derridu da one točke koje ne može objasniti popunjava „čistim blefiranjem” (eng. sheer bluff) i neutemeljenom pretencioznošću, što prepoznaju kao općeniti stil njegovih intelektualnih „klonova” koji na neprincipijelan način dovode u pitanje smisao i doseg cjelokupne literature i znanosti Zapada.

## Djela
- Adieu à Emmanuel Levinas, 1997.
- L'animal que donc je suis, 2006.
- Anne Dufourmantelle invite Jacques Derrida à répondre. De l'hospitalité, 1997.
- Apories, 1996.
- L'Archeologie du frivole: Lire Condillac, 1973.
- Béliers, 2003.
- La Carte Postale de Socrate à Freud et au-dela, 1980.
- Chaque fois unique, la fin du monde, 2003.
- Le “concept” du 11 septembre, Dialogues à New York (octobre-décembre 2001) avec Giovanna Borradori, with Jürgen Habermas, 2004.
- La Dissemination, 1972.
- Donner le temps: 1. La fausse monnaie, 1991.
- L'Ecriture et la différence, 1967.
- “Et cetera… (and so on, und so weiter, and so forth, et ainsi de suite, und so überall, etc.),” in Jacques Derrida, edited by Marie-Louise Mallet et Ginette Michaud, Paris: Editions de l'Herne, 2004, pp. 21-34.
- Glas, 1981. [1974.]
- De la grammatologie, 1967.
- De l'esprit, 1987.
- Demeure, 1998.
- Du droit à la philosophie, 1990.
- États d'âme de la psychanalyse, 2000.
- Force de loi, 1994.
- Khôra, 1993.
- Limited Inc, 1990.
- Marges de la philosophie, 1972.
- Memoires for Paul de Man, 1988.
- Le monolinguisme de l'autre, 1996.
- L'Oreille de l'autre: otobiographies, transferts, traductions, Textes et débats avec Jacques Derrida, Montreal: VLB, 1982.
- Edmund Husserl, L'Origine de la géométrie, traduction et introduction par Jacques Derrida, 1974. [1962].
- Papier Machine, 2001.
- Points de suspension, Entretiens, 1992.
- Politiques de l'amitié, 1994.
- Positions, 1972.
- Le Problème de la genèse dans la philosophie de Husserl, 1990.
- Psyche: Inventions de l'autre, 1987.
- Psyche: Inventions de l'autre, II, 2003.
- De quoi demain… Dialogue, 2001.
- La Religion (uredio s Giannijem Vattimom), 1996.
- Sauf le nom, 1993.
- Schibboleth pour Paul Celan, 1986.
- Séminaire. Le bête et le souverain. Volume I (2001-2002), 2008.
- Spectres de Marx, 1993.
- Le Toucher, Jean-Luc Nancy, 2000.
- La Vérité en peinture, 1978.
- La Voix et le phénomène, 1983 [1967].
- Voyous, 2003.
- Ulysse Gramophone, 1987.

## Vanjske poveznice
- (engl.) Derrida online
- (engl.) Stanford Encyclopedia of Philosophy
- (hrv.) Judith Butler: In memoriam Jacques Derrida (Zarez, 2004.)
- (engl.) Jonathan Kendall: Jacques Derrida, Abstruse Theorist, Dies at 74